# 松山中央公園プール

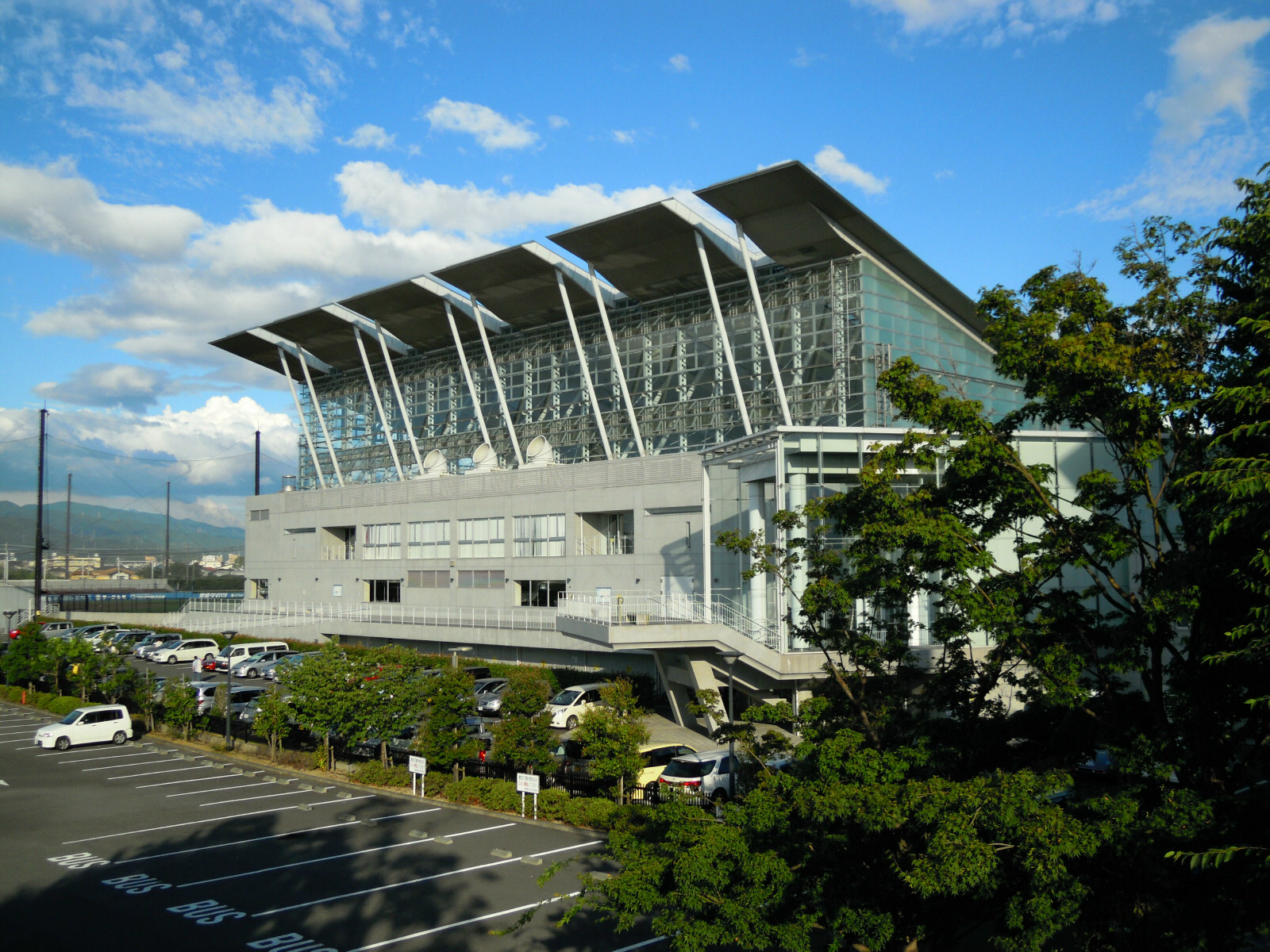
駐車場のある北西から撮影

松山中央公園プール（まつやまちゅうおうこうえんプール）は、2005年に開館した愛媛県松山市の松山中央公園内にある市営プール。愛称はアクアパレットまつやま。普段はスイミング教室も行われている。

## 特徴
可動床などの最新の設備を備え、余熱や自然エネルギーを利用した環境を整っており、屋内プール（50メートルプール・健康プール・屋内流氷プール・屋内幼児用プール）や屋外プール（25メートルプール・屋外流氷プール・スライダー）がある。

## イベント
- 2008年から2010年まで「松山リレー・スイミングマラソン」の開催地となった[5]。
- 2017年に愛媛県で開催される国体で水泳を使用する特設プールが6月30日に完成した[6]。9月10日から13日と9月15日から9月17日まで国体で使用された[7]。

## 交通
- JR四国予讃線市坪駅
- 伊予鉄道郡中線余戸駅